# Нижние Каргалы
Нижние Каргалы (баш. Түбәнге Ҡарғалы) — деревня в Благоварском районе Республики Башкортостан Российской Федерации. Входит в состав Каргалинского сельсовета.

## География

### Географическое положение
Расстояние до:
- районного центра (Языково): 28 км,
- центра сельсовета (Верхние Каргалы): 1 км,
- ближайшей ж/д станции (Благовар): 13 км.

## Население
| 2002 | 2009 | 2010 |
| ---- | ---- | ---- |
| 197  | ↗218 | ↘179 |

Согласно переписи 2002 года, преобладающие национальности — татары (60 %), башкиры (34 %).